# Jesús Rodríguez Cao
Jesús Rodríguez Cao (Madrid, 30 de enero de 1853 - íd., 14 de junio de 1868), escritor español fallecido a los catorce años.
Fue un niño superdotado que empezó a leer a los dieciséis meses; escribía versos ya a los cuatro años de edad. A los siete intervino en el teatro como actor. Desde los nueve publicaba sus versos en La Discusión y El Norte de Castilla. Su temprana muerte de meningitis antes de cumplir los quince años se convirtió en el único rasgo señalado de su biografía, junto con la representación de su comedia El orgullo castigado, compuesta cuando solo contaba once. La Real Academia elogió sus obras, editadas en cuatro volúmenes entre los años 1868 y 1870, y que contiene: T.I Biografías y poemas; T. II: Leyendas en prosa y verso y Ensayos épicos; T. III: Obras dramáticas y T. IV: Poesías, novelas, cuentos, artículos periodísticos y corona fúnebre. Rufino Blanco Sánchez escribió sobre él:
Este niño poeta es un caso notable de preocidad, cua vida corta puede ser escarmiento contra los que antipedagógicamente favorecen estos desequilibrios de la naturaleza
Este niño superdotado sirvió de modelo a Benito Pérez Galdós para el personaje del hijo del usurero Francisco Torquemada en su novela Torquemada en la hoguera (1889).